# Soos Géza
Soos Géza, névváltozat: Soós (Budapest, 1912. október 13. – McConnelsburg, Pennsylvania, USA, 1953. szeptember 5.) jogász, református lelkipásztor, a Soli Deo Gloria Református Diákszövetség tagja, majd elnöke; egyik szervezője az 1942-es és 1943-as szárszói konferenciának, az Auschwitzi Jegyzőkönyv lefordíttatója és terjesztője, zsidómentő, a Magyar Testvéri Közösség, a Magyar Függetlenségi Mozgalom és a Kiugrási Iroda vezető egyénisége, az 1943–1944-es évek magyar nemzeti ellenállási mozgalmának kiemelkedő személyisége.

## Családja és tanulmányai
Soos Géza 1912-ben született Budapest-Kőbányán. Édesapja Soos Zoltán kúriai bíró, édesanyja Előd Margit rajztanárnő volt. 
Középiskolai tanulmányait helyben, a Kőbányai Magyar Királyi Állami Szent László Reálgimnáziumban végezte, végig kitűnő eredménnyel. Az érettségit követően 1930-tól a Pázmány Péter Tudományegyetem Jog- és Államtudományi Karán folytatta tanulmányait, itt is kiemelkedő teljesítménnyel: „Sub auspiciis Gubernatoris” kitüntetéssel, azaz „kormányzó-gyűrűvel” avatták doktorrá 1935-ben.
1939-ben ismerkedett meg későbbi feleségével, Tüdős Ilonával. 1940-ben kötöttek házasságot, házasságukból 1941 és 1949 között hat gyermek született (Zoltán, Ildikó, Emese, Piroska, Ilona és Géza – Ildikó 1945-ben, betegség következtében elhunyt).

## Szakmai pályafutása Magyarországon
A diploma megszerzése után megkapta kinevezését a budapesti törvényszékre. 1936-ban, letéve a bírói vizsgát, törvényszéki bíró lett. Hamarosan az Igazságügy Minisztérium állományába került, de a Miniszterelnökségen szolgált, „berendelt bírósági titkár” beosztásban. Teleki Pál második miniszterelnöksége alatt (1939-től) a Minisztertanács elnöki titkára volt, és a Teleki Pál kezdeményezésére felállított IV. Tájékoztató Osztály munkatársa. Teleki 1941-ben bekövetkezett halála után külügyminisztériumi osztályvezetőként a svájci, svéd és finn ügyek referense volt, de megbízták az egyházak kulturális ügyeivel is, valamint a lengyel, holland, francia és angol menekültek ellátásával.1944-ben az ifj. Horthy Miklós által vezetett, úgynevezett Kiugrási Iroda munkatársaként tevékenykedett. Hivatalosan egészen 1946 őszéig a külügyminisztérium állományába tartozott.

## Tevékenysége a református ifjúsági mozgalomban
Kisdiákként ismerkedett meg a nem sokkal korábban, a húszas évek elején megalakult Soli Deo Gloria Magyar Református Diákszövetséggel (SDG), és bekapcsolódott annak munkájába. Kőbányán helyi diákcsoportot szervezett, és csoportjával szociális tevékenységet végzett: kijártak a Pest környéki Auguszta és Mária Valéria nyomortelepekre, ahol családokat gondoztak, fiatalokkal foglalkoztak. Később egyetemistaként is rendszeresen részt református ifjúsági munkákban. 1933-tól az SDG középiskolai főtitkára, 1935-től alelnöke, 1940-től pedig 1946-ig az elnöke volt. Szociális munkát végzett és irányított, kollégiumokat létesített, előadásokat tartott, konferenciákat szervezett. Számos külföldi országban nemzetközi konferenciákon képviselte a magyarországi református ifjúságot. Jelentős szerepe volt az 1942-ben, illetve 1943-ban összehívott, a „magyarság sorskérdéseit” megtárgyaló, népfrontos jellegű szárszói konferenciák megszervezésében. (Lásd: Szárszó és az erdélyi írók)

## Tevékenysége az ellenállási mozgalomban
Az 1938 júliusában Horthy Miklós kormányzó jóváhagyásával nem hivatalos küldöttként részt vett a Roosevelt amerikai elnök által az Évianba összehívott menekültügyi tanácskozáson (Eviani konferencia), amely főként az egyre erősödő zsidóüldözésekkel, illetve az üldözöttek megsegítési, menekítési lehetőségeivel foglalkozott.
Ebben az évben kerül kapcsolatba a Magyar Testvéri Közösséggel, majd 1941-től részt vett a Magyar Függetlenségi Mozgalom (MFM) munkájában is, melynek célja az volt, hogy összefogja és koordinálja a rendszeren belül működő, de a hivatalos kormánypolitikával szemben álló németellenes erők tevékenységét.
1942. őszi svéd- és finnországi hivatalos útjain kapcsolatot vett fel a szövetséges hatalmakkal, 1943 tavaszán pedig Svájcban nem csak a protestáns világmozgalmakkal, hanem zsidó szervezetekkel is kapcsolatba lépett. Hivatali összeköttetéseinek köszönhetően sikerült néhány embert kijuttatnia antant országokba, hogy ott a németbarát Magyarország képét próbálják ellensúlyozni, tájékoztassák e hatalmakat a magyarországi németellenes erőkről, valamint hírekkel szolgáljanak itthon a kinti helyzetről.
Jó kapcsolata volt a Magyarországi Református Egyház által létrehozott Jó Pásztor Bizottsággal, és annak egyik vezetőjével, Éliás Józseffel. Az 1944. márciusi német megszállást követően az egyre fokozódó zsidóüldözések idejében bújtatták az üldözötteket. Aktív együttműködés alakult ki közte és Wallenberg között.
1944. késő tavaszán és kora nyarán rajta keresztül jutott el több magyarországi egyházi és politikai vezetőhöz, többek között a Horthy családhoz, az úgynevezett Auschwitzi Jegyzőkönyv, mely először ismertette részletesen, szemtanúk beszámolója alapján, az auschwitzi lágerban történt borzalmakat. Szerepe volt abban is, hogy Koszorús Ferenc ezredes akciójának sikerült megakadályozni 1944-júniusában a budapesti zsidók elhurcolását. 1944 őszén ő szervezi meg a Moszkvába menő fegyverszüneti bizottság átcsempészését a frontokon.
1944-ben a Gestapo többször le akarta tartóztatni, ezért bújkálnia kellett.
1944. december 9-én többedmagával egy, a pápai repülőtérről „elkötött” német katonai géppel titokban és illegálisan Rómába repült, hogy tájékoztassák az amerikai-angol szövetségeseket a németellenes magyar ellenállásról, az ellenállási mozgalmak fegyveres erejéről és embermentő tevékenységéről, továbbá a szovjet hadvezetés számára vittek egy megbeszélt jelet, aminek elhangzására budapesti ellenállók a szovjet támadással egy időben fegyveres akcióba kezdtek volna a város mielőbbi felszabadításának érdekében. 

## Idegenben
Az Olaszországba szökött csoport az első hetekben angol fogságba került, az angol és az amerikai titkosszolgálat kezdetben hadifogolyként kezelte Soos Gézát és társait. Mire sikerült tisztázniuk magukat és szerepüket, küldetésük célja elveszítette aktualitását. A kis csoportot 1945. május elejéig „barátságos őrizetben” tartották. Bár Soos Géza szeretett volna minél hamarabb hazarepülni a családjához, erre még hónapokig nem kerülhetett sor.
1945 karácsonyán Soos Géza feleségének és gyermekeinek sikerült legálisan Magyarországról Svájcba emigrálniuk. Soos Géza is ekkortájt kapta meg az engedély a Magyarországra történő hazautazáshoz. Mikor megtudta, hogy a családja már Svájcban van, az utolsó pillanatban sikerült útirányt változtatnia, így több mint egy év elmúltával együtt lehetett a családjával.
1946. január végén Soos Géza Magyarországra utazott, hogy megkapja az igazolást és az új külügyi beosztását a római magyar követségre. Itthon tudta meg, hogy ennek feltétele az lenne, hogy lépjen be a kommunista pártba. Amikor ezt megtagadta, azt kívánták, hogy ígérje meg, a kommunista párt utasításainak megfelelően jár majd el az új beosztásában. Soos Géza ezt a kikötést sem fogadta el, ezért az Államvédelmi Hatóság a letartóztatásáról döntött. 1946 júniusában sikerült Soos Gézának illegálisan (egy egykori üldözött, de megmenekített zsidó származású államvédelmis tiszt, Molnár László segítségével) elhagynia az országot, és csatlakoznia a Svájcban maradt családjához.
1946 őszén, az egyesült államokbeli Északi Presbiteriánus Egyház ösztöndíjával beiratkozott a Genfi Egyetem teológiai karára. A négyéves tanrendet három év alatt végezte el, állandóan a legjobb eredményekkel. Disszertációját (tézisét) a magyarországi protestáns diákmozgalmak két világháború közötti történetéről írta. 1950-ben szentelték lelkésszé. Ezt követően az Egyházak Világtanácsa alkalmazásában megbízták a németországi angol, amerikai, francia övezetekben lévő menekülttáborokban élő magyarok lelki és szociális gondozásával. Néhány lelkes magyarral együtt létrehozták a „Magyar Szellemi Munkaközösséget”, és megalapították az „Új Magyar Út” című folyóiratot.
1950-ben, távollétében megfosztották állampolgárságától. Mivel a magyar és a szovjet titkosszolgálatok célkeresztjébe került, 1951 őszén családjával áttelepült az Egyesült Államokba, Montreatba. A helyi főiskolán kapott tanári állást; hét közben itt tanított, a hétvégeken és az iskolai szünetek idején pedig magyar településeket vagy kisvárosokban egyedül élő magyar családokat látogatva végzett lelkipásztori munkát. Fő célját a szórványban élő magyarság lelki gondozásában és összefogásában látta. 1952-től az Egyesült Államokban működött az Új Magyar Út szerkesztősége is.
1953. szeptember 5-én, lelkipásztori szolgálati útján, autóbaleset érte. Útitársa, Koszorús Ferenc súlyos sérülésekkel túlélte a szerencsétlenséget, Soos Géza azonban a baleset következtében elhunyt. A Pennsylvania állambeli Ligonier városkában működő Bethlen Gábor Otthon parkjában helyezték örök nyugalomra.